# Stazione di Portone Perrone
La stazione di Portone Perrone è una fermata ferroviaria della ferrovia San Severo-Peschici a servizio dell'omonima contrada di San Nicandro Garganico, in provincia di Foggia.
È gestita dalle Ferrovie del Gargano.